# Heinrich Tenhumberg

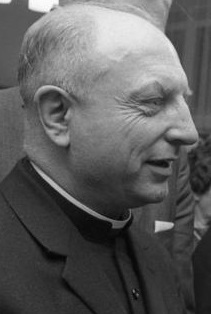
Heinrich Tenhumberg (1967)

Heinrich Tenhumberg (* 4. Juni 1915 in Lünten bei Vreden; † 16. September 1979 in Münster) war ein römisch-katholischer Geistlicher und von 1969 bis 1979 Bischof von Münster.

## Leben
Heinrich Tenhumbergs Eltern Johann und Johanna Tenhumberg geb. Thesing bewirtschafteten einen Bauernhof in Lünten. Er besuchte die Rektoratsschule in Vreden und anschließend als Alumnus des Konvikts Ludgerianum in Münster das dortige Gymnasium Paulinum. Hier begegnete er Joseph Kentenich, dem Gründer der Schönstattbewegung, der großen Einfluss auf ihn gewann. Seit 1933 gehörte er der Bewegung an und wechselte nach dem Abitur 1934 auf das Theologenkonvikt Borromaeum, wo er seine Ausbildung zum römisch-katholischen Priester fortsetzte und eine Schönstatt-Wohngemeinschaft leitete, zu der unter anderem auch Karl Leisner gehörte. Die Mitglieder wurden nacheinander zum Arbeits- und Wehrdienst eingezogen, blieben aber nicht zuletzt durch Tenhumbergs Initiative in Kontakt. 1936 trat er in den wissenschaftlichen katholischen Studentenverein Unitas-Eckhardia Freiburg ein. Tenhumberg wurde am 23. September 1939 zum Priester geweiht. Zunächst als Kaplan in der Zechensiedlung Marl-Brassert eingesetzt, wurde er 1942 als Sanitäter zur Kriegsmarine einberufen. Nach kurzer Kriegsgefangenschaft kehrte er 1945 nach Münster zurück, wurde zunächst Vikar in Freckenhorst und 1947 Domvikar. Im gleichen Jahr wurde er Mitglied des Schönstatt-Diözesanpriesterverbandes.
Am 28. Mai 1958 ernannte ihn Papst Pius XII. zum Titularbischof von Thuburnica und zum Weihbischof in Münster. Die Bischofsweihe spendete ihm am 20. Juli 1958 der Bischof von Münster, Michael Keller. Mitkonsekratoren waren Weihbischof Heinrich Baaken und der Bischof von Essen, Franz Hengsbach.
Heinrich Tenhumberg nahm an allen vier Sitzungsperioden des Zweiten Vatikanischen Konzils in Rom als Konzilsvater teil.
Von 1966 bis 1969 leitete Tenhumberg das Katholische Büro Bonn, die Vertretung der deutschen Bischöfe beim Bundestag und der Bundesregierung.
Als Weihbischof in Münster und Leiter des Katholischen Büros in Bonn schlug er im Juni 1968 der Hauptkommission der Deutschen Bischofskonferenz (DBK) vor, über Formen der Demokratisierung in der Kirche nachzudenken. Denn die hierarchische Struktur der Kirche setze den Demokratisierungstendenzen eine Grenze. Man solle überspitzten und dogmatisch verfehlten Ansprüchen der Amtskirche entgegenwirken und zugleich dem berechtigten Verlangen vieler gläubiger Christen nach maßvoller Mitverantwortung und Mitbestimmung entgegenkommen. Daher schlug Tenhumberg gemeinsame Beratungen der DBK und des Zentralkomitees der deutschen Katholiken (ZdK) vor, die man «gegebenenfalls […] als Vorstufe und Vorübung für eine spätere Form einer National-Synode betrachten» könnte. Damit hatte er den Anstoß zur Würzburger Synode, der Gemeinsamen Synode der Bistümer in der Bundesrepublik Deutschland gegeben.

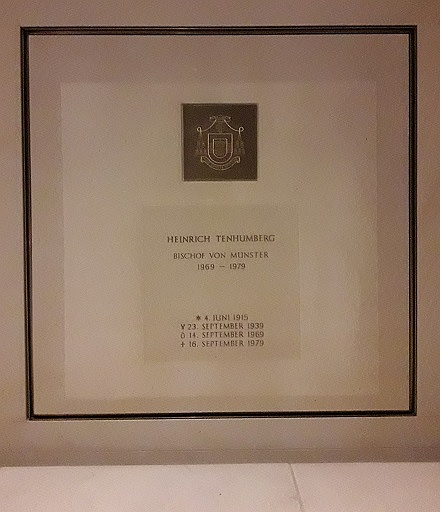
Grab von Bischof Heinrich Tenhumberg im Dom zu Münster

Nachdem am 6. Januar 1969 Bischof Joseph Höffner als Koadjutor von Kardinal Josef Frings nach Köln versetzt worden war, wählte das Domkapitel Weihbischof Tenhumberg zu dessen Nachfolger. Am 7. Juli 1969 folgte die päpstliche Bestätigung durch Papst Paul VI., am 14. September 1969 die Amtseinführung.
Bischof Tenhumberg passte seine Diözese den nachkonziliaren Erfordernissen an und gliederte sie 1973 in Regionen, denen jeweils ein Weihbischof als Regionalbischof zugeteilt wurde.
Tenhumbergs Pastoralschwerpunkte waren die Industrieseelsorge in Marl und die Flüchtlingsseelsorge nach dem Zweiten Weltkrieg, die Koordination des Laienapostolats sowie die Leitung der katholischen Landjugend.
Öffentlich kontrovers diskutiert wurde Tenhumbergs Entscheidung im Jahr 1975, dem damaligen Münsteraner Theologieprofessor Horst Herrmann aufgrund dessen Kirchenkritik die kirchliche Lehrerlaubnis zu entziehen; dies war der erste Fall dieser Art in der Bundesrepublik Deutschland.
Tenhumberg starb nach schwerer Krankheit am 16. September 1979 und wurde in der Bischofsgruft im Westchor des Doms beigesetzt. Sein Nachfolger wurde 1980 Reinhard Lettmann.

## Verantwortung für sexuellen Missbrauch im Bistum Münster
Der am 13. Juni 2022 vorgestellte Abschlussbericht einer vom Bistum Münster beauftragten Studie von Wissenschaftlern der Universität Münster, die seit Oktober 2019 Umfang und Qualität sexualisierter Gewalt durch Priester und Diakone des Bistums Münster in der Zeit zwischen 1945 und 2018 untersucht hatten, belastet Heinrich Tenhumberg schwer. Bereits ein im Dezember 2020 veröffentlichter Zwischenbericht bescheinigte ihm für seine Zeit als Bischof in Münster ein „intensives Leitungs- und Kontrollversagen“. Die Bischofsgruft im St.-Paulus-Dom in Münster, in der sich Tenhumbergs Grabstätte befindet, wurde nach der Veröffentlichung des Gutachtens im Sommer 2022 mit einem öffentlich sichtbaren Hinweistext auf die Verfehlungen Tenhumbergs und seiner ebenfalls dort beigesetzten Amtskollegen Michael Keller und Reinhard Lettmann versehen und bis auf Weiteres für Besucher gesperrt.
Im Oktober 2022 entschied der Rat der Stadt Vreden, zu der Tenhumbergs Geburtsort Lünten gehört, die nach ihm benannte Straße umzubenennen.

## Bischof-Heinrich-Tenhumberg-Stiftung
Im Jahre 1980 wurde die nach ihm benannte Bischof-Heinrich-Tenhumberg-Stiftung gegründet, deren Zweck die Unterstützung von Familien und Alleinerziehenden in wirtschaftlichen und sozialen Notlagen ist. Am 5. Juli 2022 teilte das Bistum Münster mit, dass der Name der Stiftung wegen des „Leitungsversagen[s] des früheren Münsteraner Diözesanbischofs Heinrich Tenhumberg im Zusammenhang mit sexualisierten Übergriffen durch Diözesanpriester während seiner Amtszeit“ geändert werden muss. Der neue Name soll zeitnah gefunden werden.

## Schriften (Auswahl)
- „Sagen Sie mal, Herr Bischof ...“ Heinrich Tenhumberg antwortet auf Glaubens- und Lebensfragen. Butzon und Bercker, Kevelaer 1978, ISBN 3-7666-9030-2.
- Ein Mann für die Zukunft. Bischof Heinrich Tenhumberg zu Fragen nach Gerechtigkeit, Frieden und Bewahrung der Schöpfung. Ikon-Verlags-GmbH, Lünen 1989, ISBN 3-927393-02-9 (gesammelte Vorträge und Beiträge in Publikationen).
- Als Weihbischof auf dem Konzil. Tagebuchnotizen 1962–1965. Herausgegeben von Joachim Schmiedl. Aschendorff, Münster 2015, ISBN 978-3-402-13114-5.